# Under Cover of Darkness
Under Cover of Darkness è una canzone della band americana The Strokes. Il singolo è stato il primo ad essere estratto dal quarto album di studio, Angles ed è stato pubblicato online il 9 febbraio 2011 come download gratuito per 48 ore esclusivamente. È stato il primo singolo della band dopo la pubblicazione di You Only Live Once nel 2006.

## Tracce

### Download digitale
1. Under Cover of Darkness - 3:55

### Vinile
1. Under Cover of Darkness - 3:55
2. You're So Right - 2:34